# VCA Pictures
VCA Pictures es una productora y distribuidora de cine pornográfico estadounidense. La compañía fue fundada por Russ Hampshire, y fue uno de los mayores estudios durante la denominada 'Edad de Oro del porno'. En 2003 la empresa fue comprada por Hustler Video, una de las compañías del magnate Larry Flynt. VCA mantiene una identidad separada del Holding Larry Flynt Publications.

## Películas
Algunas de las películas más notables que VCA ha producido o distribuido son:
- Insatiable
- New Wave Hookers
- The Devil in Miss Jones 2
- The Opening of Misty Beethoven
- Cafe Flesh
- Debbie Does Dallas 3
- Black Throat
- Let Me Tell Ya 'bout Black Chicks
- Britney Rears.[1]

## Directores
Algunos de los directores más notables que han trabajado para VCA son:
- Axel Braun
- Gerard Damiano
- Alex deRenzy
- Gregory Dark
- Henri Pachard
- John Leslie
- Paul Thomas
- John Stagliano
- Ben Dover
- Michael Ninn
- Veronica Hart
- Eon McKai
- Nicki Hunter
- Eli Cross.[1]

## Estrellas
Algunos de los actores y actrices más notables que han trabajado para VCA son:
- John Holmes
- Eric Ryan
- Jeanna Fine
- Tawny Roberts
- Taylor Rain
- Kylie Ireland
- Ava Vincent
- Chloe
- Mike Horner
- Vicca
- Zak Smith
- Shayla LaVeaux
- Mika Tan
- Kristara Barrington
- Nikki Dial
- Taylor Hayes
- Paul Carrigan
- Brooke Hunter
- Alexandra Nice
- Sydnee Steele
- Joanna Angel
- Nick Harmon
- Scott Styles
- Nikita Gross
- Paul Barresi
- Tristan Mathews
- Karina Clarke